# Kicsmengszkij Gorodok-i járás

A Kicsmengszkij Gorodok-i járás a Vologdai területen

A Kicsmenszkij Gorodok-i járás (oroszul Кичменгско-Городецкий муниципальный район) Oroszország egyik járása a Vologdai területen. Székhelye Kicsmenszkij Gorodok.

## Népesség
- 1989-ben 26 170 lakosa volt.
- 2002-ben 22 187 lakosa volt, akik főleg oroszok.
- 2010-ben 18 485 lakosa volt, melyből 18 256 orosz, 57 ukrán, 19 cigány, 17 fehérorosz, 9 tatár, 6 örmény, 4 azeri, 1 üzbég stb.